# Kőris-hegy
Kőris-hegy – najwyższa góra Lasu Bakońskiego na Węgrzech. Leży 5 km na północny wschód od Bakonybélu, na obszarze parku krajobrazowego. Krajowy Szlak Niebieski (węg. OKT – Országos Kéktúra) przechodzi przez szczyt.

## Pochodzenie nazwy i historia
Kőris-hegy otrzymała swą nazwę od lasów jesionowych (węg. kőris) pokrywających jej zbocza.
W 1962 wzniesiono na szczycie cywilną stację radarową przeznaczoną do kontroli ruchu lotniczego.
19 października 1987 na górze rozbił się radziecki helikopter typu Mi-8, wskutek czego życie straciło pięciu generałów.

## Jaskinie
Odvas-kői-barlang to jaskinia znajdująca się od 1951 pod ochroną archeologiczną. Od 1982 znalazła się pod ścisłą ochroną ze względu na wartości historyczne. W akcie darowizny wydanym przez króla Stefana I Świętego w 1037 pojawia się nazwa Oduaskw (Odvas-kő), która jest pierwszą nazwą geograficzną, dotyczącą jaskini w węgierskich dokumentach pisanych.

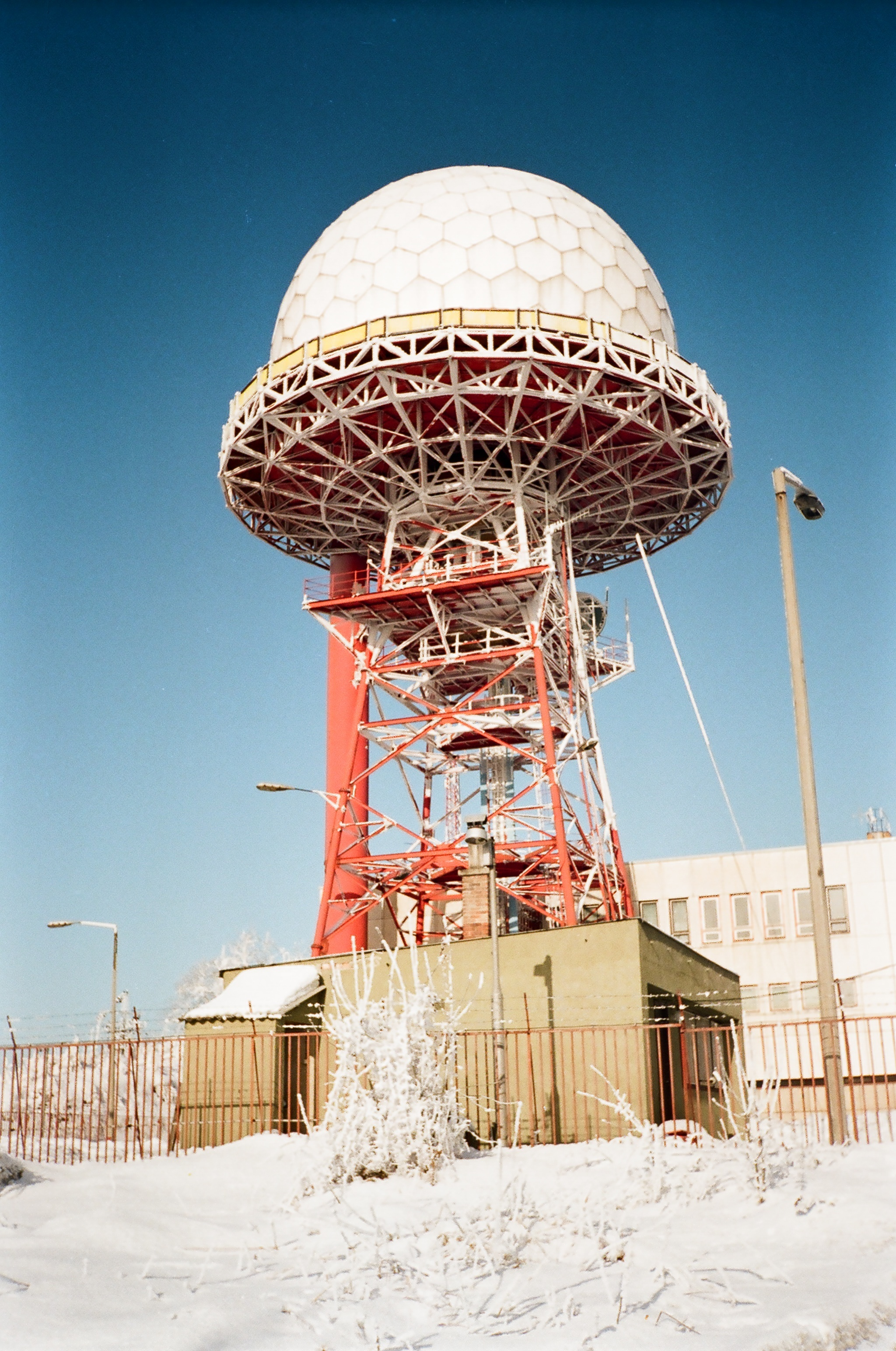
Stacja radarowa na Kőris-hegy w grudniu 1993 r.